# Estrella variable irregular

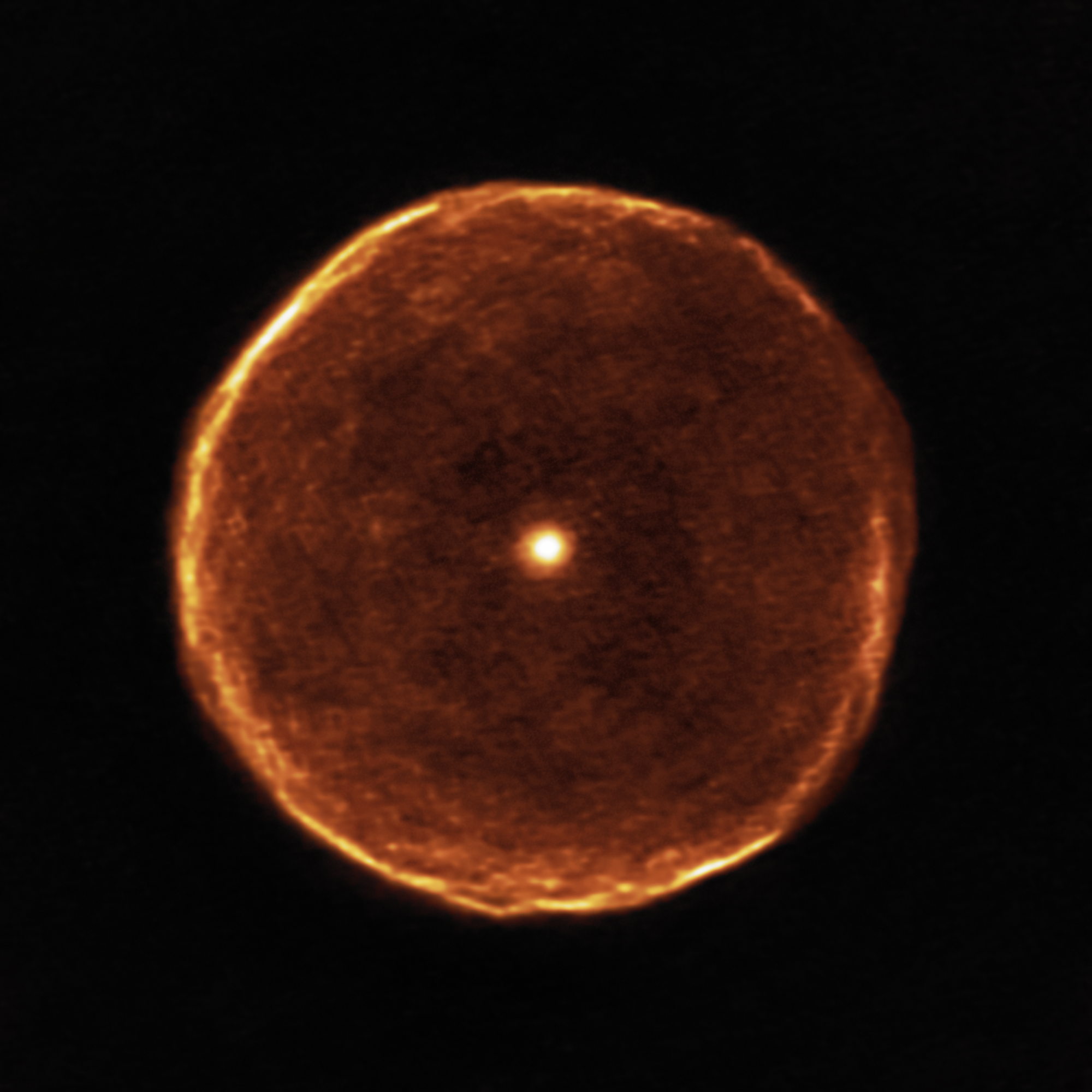
Fotografía que muestra la capa de gas alrededor de la variable irregular lenta (LB) U Antliae.Fotografía que muestra la capa de gas alrededor de la estrella variable irregular lenta (LB) U Antliae.

Una estrella variable irregular es una estrella variable cuyas variaciones de brillo no tienen un período detectable. Se pueden dividir en dos tipos claramente diferenciados:
- Variables eruptivas irregulares
- Variables pulsantes irregulares

## Variables eruptivas irregulares
Se pueden dividir en tres categorías:
- Grupo I. Se divide a su vez en subgrupo IA (tipos espectrales de O a A) y subgrupo IB (tipos de F a M).
- Grupo IN (variables irregulares nebulosas), propias de regiones de formación estelar. Pueden variar varias magnitudes con cambios rápidos de hasta 1 magnitud en 1 a 10 días. También se dividen según el tipo espectral en los subgrupos INA e INB; además existe el subgrupo INT para las estrellas T Tauri, o INT(YY) para las estrellas YY Orionis.
- Grupo IS. Muestran rápidas variaciones de 0,5 a 1 magnitud en unas pocas horas o días; igualmente se dividen en subgrupos ISA e ISB.

## Variables pulsantes irregulares
Estrellas pulsantes de tipos espectrales tardíos (K, M, C y S). Se pueden dividir en dos categorías:
- Tipo L-LB, si son estrellas gigantes.
- Tipo LC, si son estrellas supergigantes.

Algunas de las variables de este tipo pueden ser variables semirregulares poco estudiadas.